# Булачок Дмитро Сергійович
Булачо́к Дмитро́ Сергі́йович — військовий Збройних сил України.

## Життєпис
Закінчив середню школу, Дубровицький професійний ліцей. Служив в армії, лишився за контрактом у Львівській 80-й аеромобільній бригаді.
8 березня 2014 року вирушив на схід України з десантниками 1-го аеромобільного батальйону. Бронежилети мали один на трьох, за місяць носіння порозсипалися. З 14 червня його підрозділ ніс службу біля Луганського аеропорту. Військовослужбовці були відрізані терористами від інших українських сил, доводилося битися без води та їжі. 18 липня військовим вдалося вирватися з кільця, розбили колону бойовиків, що прямувала до обласного центру та взяли під контроль передмістя Луганська — село Георгіївка. 21 липня зазнав поранення в ногу, у бою під Георгіївкою. З 22 липня 2014 лікується у Харківському військовому госпіталі, переніс дві складні операції.

## Нагороди
29 вересня 2014 року — за особисту мужність і героїзм, виявлені у захисті державного суверенітету та територіальної цілісності України, вірність військовій присязі під час російсько-української війни, відзначений — нагороджений орденом «За мужність» III ступеня.